# Бюттикофер, Иоганн
Иоганн Бюттикофер (нем. Johann Büttikofer; 1850—1927) — швейцарский зоолог. Наиболее известен своими двумя экспедициями в Либерию и последовавшими за ними публикациями. Также совершил экспедицию на Калимантан. В 1897—1924 был директором зоологического сада в Роттердаме. За большой вклад в изучение фауны Либерии его называют «отцом либерийской естественной истории».

## Биография
Родился 9 августа 1850 года в семье школьного учителя Якова Бюттикофера. После окончания учительской семинарии, с 1870 по 1876 год преподавал в Грасвиле в кантоне Берн, но затем полностью посвятил себя своим научным исследованиям. Сначала таксидермист в Музее естественной истории в Берне, затем работал в Исторический музей ван Натурлике в Лейдене. В 1879—1882 и 1880—1887 совершил экспедиции в Либерию. В 1893 году он совершил поездку на Запад острова Калимантан. После возвращения из этой поездки ему предложили пост директора зоологического сада в Роттердаме. Был автором около 50 публикаций, в которых описал более 150 новых видов. В 1924 году, в возрасте он ушел в отставку и переехал в Берн, где он умер 24 июня 1927 году.
В 1890 опубликовал двухтомную работу на немецком языке «Reisebilder aus Liberia».
В честь учёного назван небольшой птичий резерват.